# Alcohol Is Free
«Alcohol Is Free» (Бесплатный алкоголь) — песня в исполнении музыкальной группы «Koza Mostra» и греческого певца Агафонаса Иаковидиса, с которой они представлялия Грецию на конкурсе песни «Евровидение 2013», который прошёл в Мальмё, Швеция, где заняли 6 место

## Перед Евровидением
Песня была написана группой в рамках дебютного альбома Keep Up The Rhythm. Первоначальная версия этой песни длилась 6 минут 17 секунд, что не удовлетворяло рамкам «Евровидения», однако группа сократила её в два раза, убрав дополнительный куплет и ещё один припев (сразу после слов «Ποιος πήγε το σπιτάκι μου μακριά, μακριά?»), а также убрав несколько раз повторяющуюся часть со словами «Μας βρήκ' η τρικυμία…» и дополнительные проигрыши. Длительность обновлённой песни составила 2 минуты 55 секунд. В итоге 18 февраля группа, вместе с Агафонасом Иаковидисом, заняла первое место в национальном отборе на «Евровидение-2013».

## Видеоклип
Официальный клип был представлен 13 марта. Снимался он в Салониках, в том числе и на белой башне — символе города. Сюжет клипа довольно прост: прогуливаясь по рынку, Агафонас Иаковидис (в роли продавца сыров) предлагает ребятам из группы попробовать брынзу, но те отказываются. Он начинает их преследовать, неизменно поглаживая усы. Они подходят к овощному ряду, выбирают баклажан, но продавцом оказывается Агафонас. Увидев его, они убегают. Взобравшись на белую башню, Христос Каледзопулос смотрит в установленный на смотровой площадке бинокль для осмотра города. Первое, что он видит — Иаковидис, поглаживающий усы. И теперь везде, куда бы они не шли, он их подстерегает — в парикмахерской, в кино (с экрана) и даже на рыбалке. В итоге, в очередной раз увидев Агафонаса, они хватают его. Следующая сцена — группа и Иаковидис поют свою песню на центральной площади в Салониках.

## Евровидение
Группа выступала во втором полуфинале под номером 9. Букмекеры отдавали группе на этом этапе третье место. Однако исполнителям присудили второе место, и они выступили в финале. Теперь же греки выступали под 21 номером. 8 баллов Греция получила от Армении, Великобритании, Черногории и Швейцарии, 10 баллов им дали Россия и Албания, а высшую оценку — 12 — им поставили только Кипр и Сан-Марино. Набрав 152 очка, греки взяли уверенное шестое место.